# تاريخ الطيران

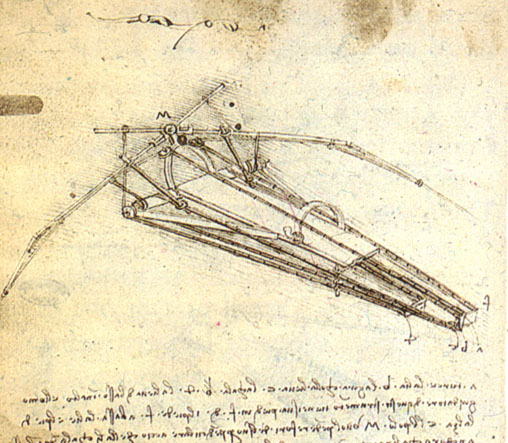
تصميم ليوناردو دا فينشي لطائرة خافقة الجناحين كالطير والذي كان يمكن له النجاح لولا عدم اختبار دافنشي له.

تاريخ الطيران يبحث في تطور الطيران الميكانيكي من المحاولات الأولى في الطائرات الورقية والطيران الشراعي حتى الطائرات الأثقل من الهواء وما بعدها.
أول ظهور محتمل لغريزة الإنسان للطيران كان في الصين منذ بداية القرن السادس الميلادي حيث كان الناس يقيدون بالطائرات الورقية كنوع من العقوبة. وقام عباس بن فرناس بأول عرض طيران شراعي في الأندلس في القرن التاسع الميلادي. وعبر ليوناردو دا فينشي في القرن الخامس عشر عن حلمه بالطيران في العديد من التصاميم لطائرات ولكنه لم يقم بأي محاولة للطيران. ثم بدأت أولى محاولات الطيران الجاد أواخر القرن الثامن عشر في أوروبا. وبدأت البالونات المملوءة بالهواء الحار والمجهزة بسلة للركاب وبدأت بالظهور في النصف الأول من القرن التاسع عشر وقد استعملت بشكل فعال في عدة حروب بذلك الوقت، خصوصا بالحرب الأهلية الأمريكية، حيث كان لها الحيز بمراقبة العدو خلال المعركة.
أرست كثرة التجارب بالطيران الشراعي الأسس لبناء آلات طائرة أثقل من الهواء، ومع بداية القرن العشرين أصبح بالإمكان ولأول مرة عمل رحلة جوية مسيرة وذات قدرة مع تطور تقنية المحركات. وبعدها بذل مصممو الطائرات جهودا مضنية لتحسين آلاتهم الطائرة لجعلها تطير بشكل أسرع ولمدى أبعد وارتفاع أعلى وجعلها سهلة بالقيادة.
العوامل المهمة التي ساهمت في بناء الطائرة هي:
- التحكم: بالبداية فإن التحكم بالطائرات الشراعية يكون بواسطة تحريك الطائرة ككل حسب أوتو ليلينتال، أو إمالة الجناح كما فعل الأخوان رايت. لكن بالوقت الحالي يكون التحكم بواسطة أسطح التحكم مثل الجنيحات والروافع. وفي بعض الطائرات العسكرية تكون أسطح التحكم مهيئة بنظام كمبيوتر ليتم التوسع بالتحكم في الطيران الثابت والمستقر
- الطاقة: تطور محرك الطائرة حتى أصبح أخف وزنا وأكثر كفاءة، فمن محرك كليمنت أدر البخاري إلى المكبس فالنفاث ثم محركات الصواريخ.
- المواد: كان صنع الطائرات في البداية من القماش والخشب ثم بدأت تقويتها بالأنسجة والأنابيب الفولاذية، ومن عام 1918 بدأت تكسية القشرة الخارجية بالألمونيوم واستمرت بذلك خلال الحرب العالمية الثانية، لكن بالوقت الحالي يكون البناء الخارجي للطائرة من مواد مركبة.

## المحاولات الأولى
كان الطيران حلما قديمًا للإنسان، وتؤكد أسطورة الإيكاروس على ذلك، وبوشباكا وفيمانا في ملحمة رامايانا.

### الإغريق
في حوالي 400 قبل الميلاد، صمم العالم الرياضي والفلكي والفيلسوف ورجل الدولة الإغريقي أرخيتاس، ما يسمى بأقدم آلة طيران وقد بناها على شكل طائر وادعى بأنه قد طار بها لمسافة 200 متراً. تلك الآلة التي اسماها بالحمامة (باليونانية: Περιστέρα) «بريستيرا»، قد تكون علقت بحبل أو أنبوب عند تحليقها.

### المناطيد الهوائية والطائرات الورقية في الصين

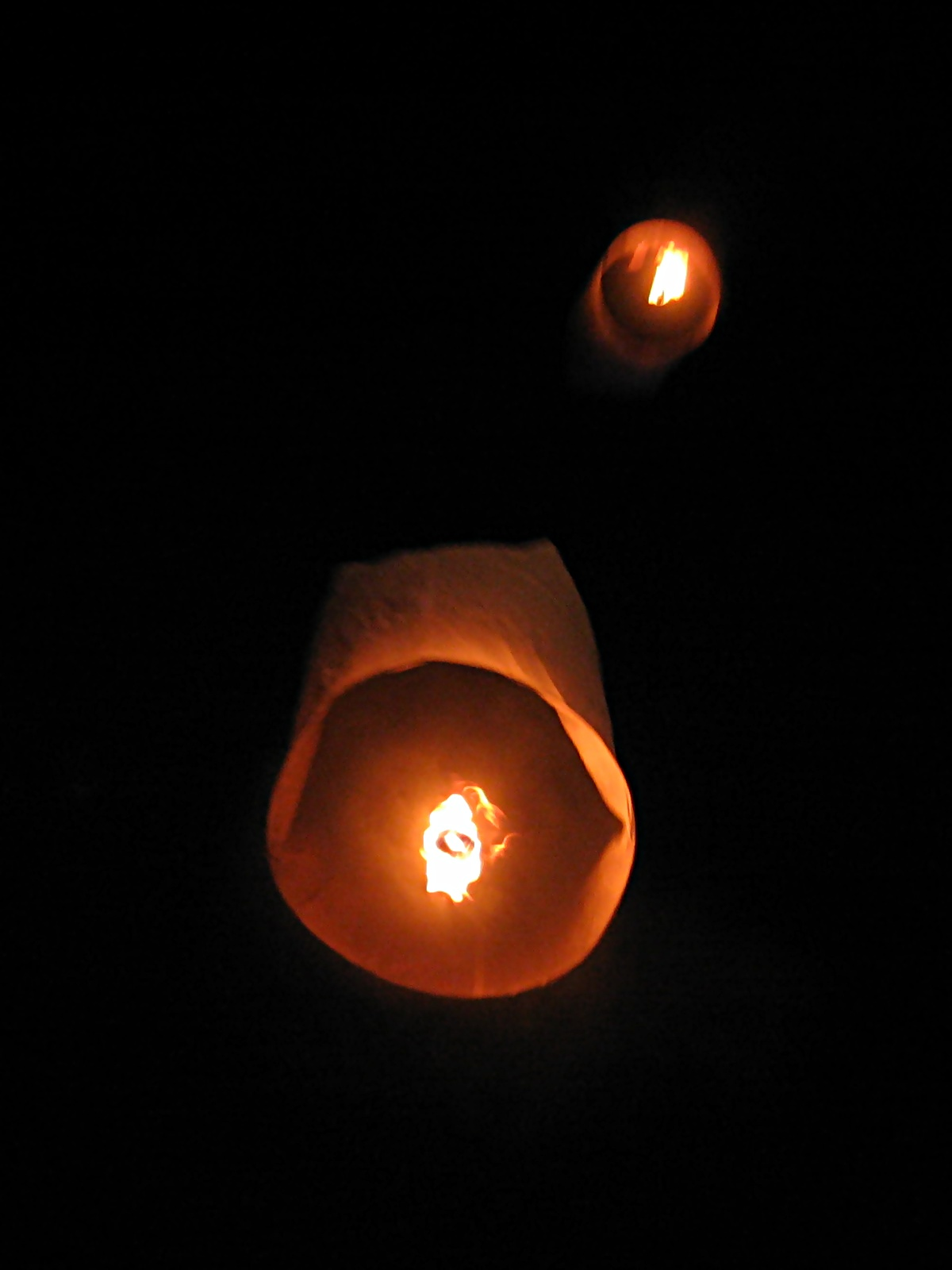
الفانوس الصيني الطائر

عرفت المناطيد الهوائية بالصين منذ أقدم الأزمان وكانت تسمى بفانوس كونغ منغ، ويعزى هذا الاختراع إلى ضابط صيني (180-234م) ولقبه الفخري هو كونغ منغ، وقال إن سبب استخدامه لذلك هو إدخال الرعب بقوات العدو:
تلك المصابيح الزيتية توضع بداخل أكياس ورقية كبيرة، وتلك الأكياس تسبح بالهواء بسبب الشعلة التي تسخن الهواء؛ لذلك فالعدو سيصاب بالرعب من المصابيح الطائرة ويعتبرها أنها قوى إلهية أتت لتنقذهم. إن كانت تلك الآلات الطائرة المحتوية على شعلة قد تم الكتابة عنها منذ القدم إلا أن حسب ما قاله العالم جوزيف نيدهام، فإن المناطيد الهوائية كانت معروفة بالصين منذ القرن الثالث قبل الميلاد.
بالقرن الخامس قبل الميلاد اخترع الصيني لوبان الطائر الخشبي، والذي قد يكون أشبه بطائرة ورقية كبيرة أو قد يكون أول طائرة شراعية.
خلال حكم أسرة يوان (ق 13) وتحت حكم الملوك مثل قوبلاي خان، فإن المصابيح المستطيلة أصبحت لها شعبية خلال الاحتفالات حيث كانت تجذب الجماهير لمشاهدتها. لذا فقد انتشر هذا التصميم خلال حكم المغول عبر طريق الحرير إلى اواسط آسيا ثم إلى الشرق الأوسط. وهناك إضاءة طائرة شبيهة وذات مصابيح مستطيلة بحمالات تستخدم بكثرة في احتفالات التبتية، واحتفالات ديوالي الهندية. ولكن مع ذلك لم يثبت بالدليل أن تلك المصابيح قد استخدمها الإنسان للطيران.
وعلى الرغم من أن ليوناردو دا فينشي حاول دراسة إمكانية الطيران بآلات أثقل من الهواء حوالي العام 1500 م، إلا أن ذلك لم يحدث إلا بعد أربعة قرون تقريباً. ولكن قبل ذلك في عام 875 قام العالم العربي عباس بن فرناس بالطيران بأجنحة شراعية مدة عشرة دقائق، وفي 1783 قام الأخوان مونقولفيي وجاك شارل بتمكين الإنسان من الارتفاع في الهواء بآلة أخفّ من الهواء. وتبعاً لذلك توقفت البحوث الخاصة بالآلات الأثقل من الهواء.
في نهاية القرن الثامن عشر صنع البريطاني السير جورج قايلاي مروحية في 1796 وفي سنة 1808 صنع اورنيثوبتر وفي 1809 طائرة شراعية طارت بدون ركاب.
ويليام هونسن وجون سترينقفلاو أعادا استغلال أعمال جورج قايلاي لصنع طائرة بالبخار، ولكن المحركات كانت ثقيلة جداً مما أدى إلى عدم طيرانها وأدى ذلك إلى مرور التطورات التقنية بالطائرات الشراعية وبدراسةالديناميكا الهوائية.
في عام 1856 قام الفرنسي جان ماري لو بريس بأولى تجارب الطيران الشراعي براكب. وفي عام 1871 قام البريطاني فرانسيس هربرت وانهام بأول نفق هوائي لتجربة نماذج الطائرات.
في عام 1874 أطلق الفرنسي فليكس دو تونبل طائرة شراعية تعمل بالبخار من جرف ولكن ذلك لم يعتبر طيراناً حرفياً إذ أنه يجب عدم الاستعانة لا بمنجنيق ولا بجروف لوضع الآلة في الهواء.
وتوالت المحاولات باستعمال الطائرات الشراعية : الألماني أوتو ليليانذال والبريطاني بارسي بيلشار والأمريكيان جون جوزاف مونتقومري ومالوني والفرنسيان فارديناند فاربار والاخوة فوازان.

## تاريخ الطيران
الطيران حلم قديم قدم الزمن راود الإنسان حيث يذكر في المثولوجيا الإغريقيه طيران الايكاروس، ولكن تاريخ 9 أكتوبر 1890 شهد تحليق أول آلة أثقل من الهواء بعد 12 عقداً من سيطرة الآلات الأخف من الهواء.
يمكن أن نقسم تاريخ الطيران إلى 7 مراحل زمنية :
- الخيال العلمي، المناطيد، والتحليق الشراعي : هي المرحلة التي تنتهي في القرن التاسع عشر وخلالها تخيل الناس بطرق غريبة وقريبة من الحقيقة ما يمكن أن تكون عليه آلة طائرة. منذ بداية القرن الثامن عشر شهدت هذه المرحلة بداية غزو الأجواء مع تطوير المناطيد وتعدد محاولات الطيران الشراعي.
- رواد الطيران الأثقل من الهواء : هي أولى عمليات التحليق بآلات ذات محركات قادرة على الطيران بقدراتها الخاصة. وكل محاولة تكون أول رقم قياسي أو تجاوزاً لرقم موجود كتحقيق مسافات أطول أو تحليق أسرع أو ارتفاعات أكبر وكان الطيارون في غالبيتهم صانعون لآلاتهم ومغامرون.
- الحرب العالمية الأولى : بعد عدة سنوات على أول طيران ناجح ظهر في هذه الفترة سلاح جديد في ساحات القتال وأصبحت الطائرات تنتج بكميات كبيرة وبعض النماذج صنع منها أكثر من ألف مثال، وأصبح الطيارون ذوي خبرة رغم أن روح المغامرة كانت طاغية.
- بين الحربين : نهاية الحرب العالمية الأولى تركت عدد هاماً من الطيارين دون عمل مما فتح المجال أمام النقل الجوي التجاري وفي المرتبة الأولى البريدي. وبتطور الطيران تم تأسيس قوات مسلحة بعدة دول، وهو ما جعل الطيران العسكري يدفع الصانعين الجويين إلى تحطيم الأرقام القياسية. وكان تطور الطيران المدني نتيجة مباشرة للبحوث العسكرية.
- الحرب العالمية الثانية : استعمل الطيران بكثافة في ساحات المعارك. ويمكن أن نعتبر هذه المرحلة كذروة تطوير الطائرات التي تستعمل محركات ومراوح كوسيلة دفع وفي نهاية الحرب ظهرت المحركات التفاعلية والرادارات.
- النصف الثاني من القرن العشرين : بعد انتهاء الحرب وضع عدداً كبيراً من الطيارين والطائرات خارج الخدمة. وكانت بذلك انطلاقة النقل التجاري المدني القادر على خرق الظروف المناخية واستعمال الطيران بدون رؤية. مما دفع بالطيران العسكري إلى تطوير المحركات النفاثة وإلى إطلاق الطائرات الأسرع من الصوت. وأدت البحوث المدنية إلى تطوير أولى طائرات الخطوط الرباعية المحركات وأصبح النقل الجوي متاحاً للجميع حتى في الدول النامية.

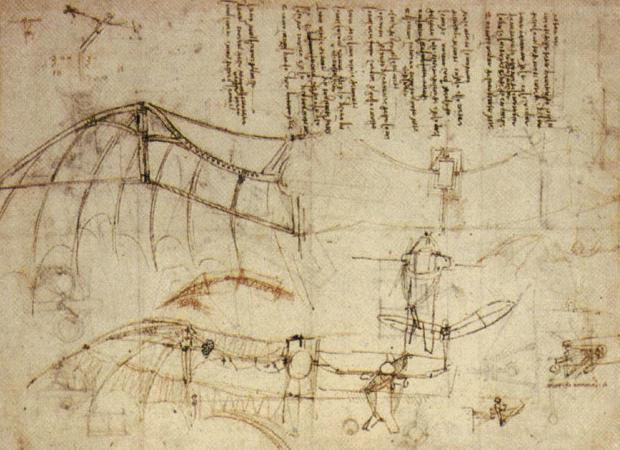
دراسة لآلة طائرة لليوناردو دا فينشي

- بداية القرن الواحد والعشرين : في وقتنا الحاضر تطور النقل الجوي حتى أن بعض المناطق أصبحت لا تسع المزيد من الرحلات.و أصبح التطور مرتبطاً أكثر بالمراقبة الجوية وإدارة الحركة الملاحية منه بالطائرات وتصاميمها وعلى المستوى العسكري أصبحت الطائرة إحدى المكونات في أنظمة الأسلحة، وتقلصت مهام الطيار بسبب التقنيات الحاسوبية. وأصبح الطيار بعيداً كل البعد عن الأجواء في الحرب العالمية الأولى.

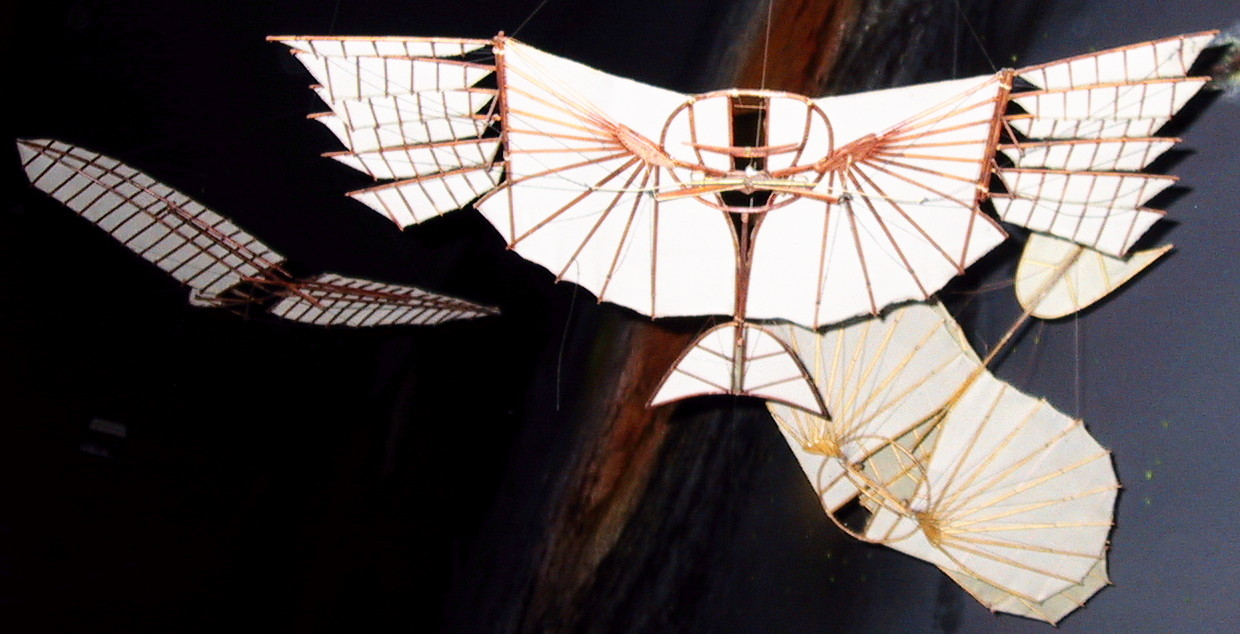
نماذج الطائرات الشراعية الأولى لأوتو ليليانذال

## رواد الطيران الأثقل من الهواء
بعد المحاولات الأولى للطيران الأثقل في الهواء إدعت عدة دول أنها الرائدة في ذلك. كل ذلك في ظل هيمنة النخوة الوطنية التي سادت قبيل سنة 1914، حيث همش الجانب التاريخي والعلمي وتم التركيز على القدرات الوطنية. وفي يومنا هذا ما زال الاعتقاد سائدا أن الأخوان رايت هما «أبوا الطيران». ولكنهما لم يعترفا ابدا بطيران سابق لطيران 1903. انظر محاولات تريان فيا.

## الطيران
يمكن تعريف الطيران بأنه انعدام التلامس مع الأرض، مع أو بدون إمكانية التنقل، مع أو بدون ادوات هبوط.

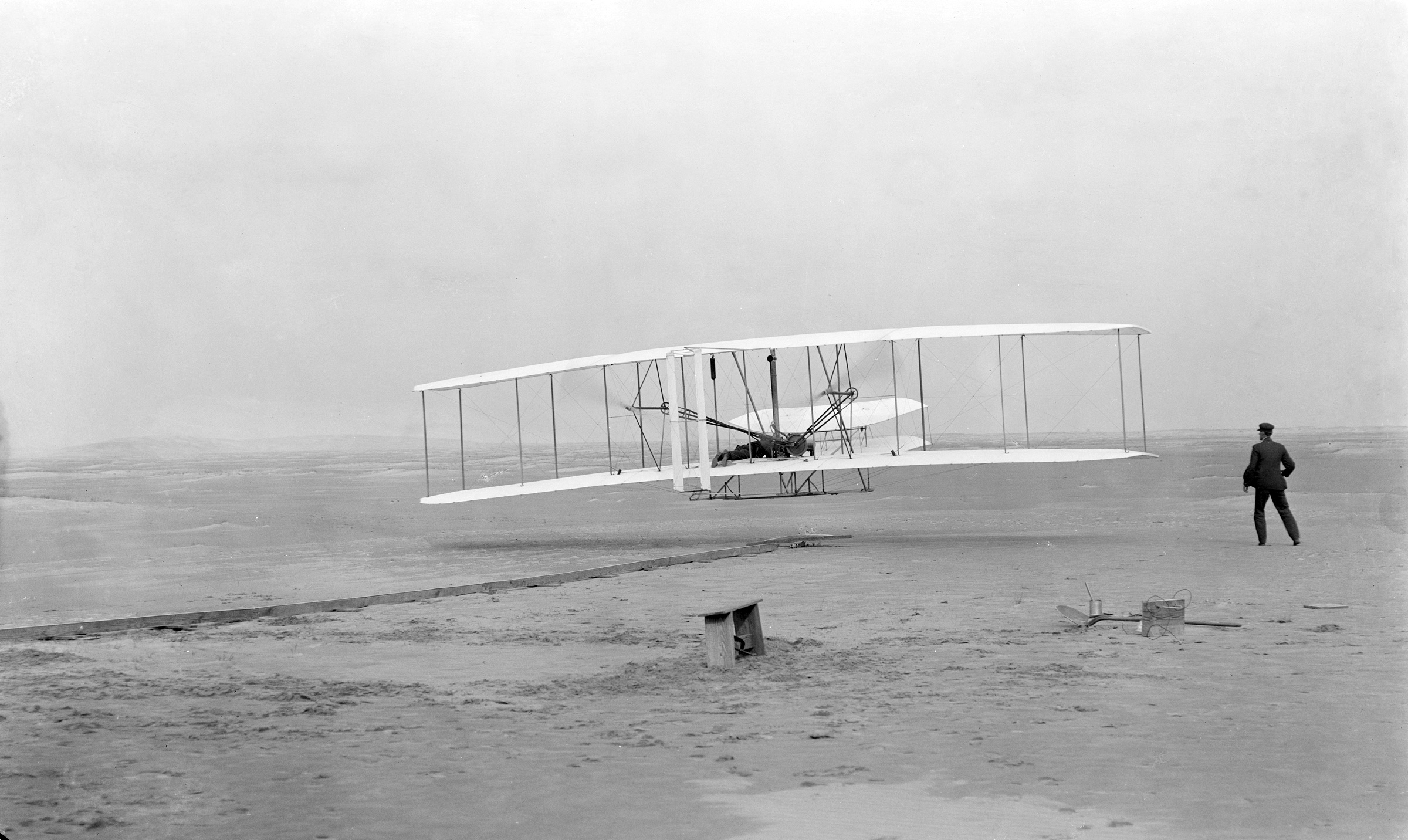
رايت فلاير: أول طيران بالة ذاتية الدفع.

أول إنسان أعلن عن نجاحه في الطيران (ولكن بعد طيران سانتوس دومون)هو الفرنسي كليمون ادار، بقيادة طائرته. المحاولة الأولى في 1890 كانت نجاحه وواضحة للعيان الآثار التي تركتها العجلات على التربة المبللة كانت غير ظاهرة بوضوح في بعض الأماكن واختفت تماما لمسافة قاربت العشرين مترا. وقامت آلته الطائرة بذلك بتحقيق قفزة طويلة.ولم يكن هناك من شهود إلا بعض العمال الذين كانو مع كليمون ادار مما أدى إلى تصنيف هذه المحاولة مع المحاولات الفاشلة الأولى للطيران الأثقل من الهواء. ولم يتمكن كليمون ادار من النجاح بالطيران أمام شهود رسميين في 1891.
الأخوان رايت جربا طائرتهما، ال فلاير 2، على هضاب كيتي هاوك يوم 17 ديسمبر 1903. تلغراف من أورفيل رايت في كيتي هوك، كارولاينا الشمالية، إلى أبيه يُعلمه بأربع محاولات طيران ناجحة، 17 ديسمبر 1903 |website = المكتبة الرقمية العالمية |date = 1903-12-17 |accessdate = 2013-07-21 }}</ref> كلا المخترعان قاما بالطيران بعد إجراء قرعة عمن ستكون له الأفضلية في تجربة طائرتهما. الأول، أورفيل طار لمسافة 39 مترا لمدة 12 ثانية. وهذه المحاولة تعتبر من قبل العديدين أول طيران ناجح أثقل من الهواء. ولكن المعارضين، خاصة الؤيدين لألبرتو سانتوس دومون، يتهمونهم باستعمال نظام إطلاق للهبوط. كما أن قلة عدد الشهود، لأن المخترعين أرادا ترك طرقهما سرية، ونقص القرائن يجعل من أسبقيتهما في الطيران مجالا للشك. ولكن هذا الطيران تم التأكيد على صحته بالمحاولات التالية التي قاما بها أخوان رايت.
قام البرازيلي ألبرتو سانتوس دومون، بالطيران في باقاتالا في 23 أكتوبر 1906 60مترا على ارتفاع بين 2 و3 امتار. بفضل هذا الطيران على متن الـ14 بيس، ربح أمام جمهور كبير جائزة ارناست ارشديكون، المقدمة من قبل نادي فرنسا للطيران للطيران الأثقل من الهواء الذاتي الدفع (بدون نظام إطلاق). المشككين بذلك، كالمؤيدين للأخوان رايت، يلومونه على استعمال فعل الأرض للبقاء في الهواء، بينما كانت الفلاير III تستطيع الارتفاع عندما طارت لمسافة 39.5 كم في 5 أكتوبر 1905.

## الحرب العالمية الأولى (1914-1918)
تم استعمال الطائرات الأولى والطيارون الأوائل في مهام استطلاع. وأول الدول التي قامت باستعمال الطائرات كانت بلغاريا في حرب البلقان الأولى ضد مواقع العثمانية. وسارعت الدول الكبرى لامتلاك سلاح جو واختصت الطائرات في الاستطلاع، الاعتراض، القصف.

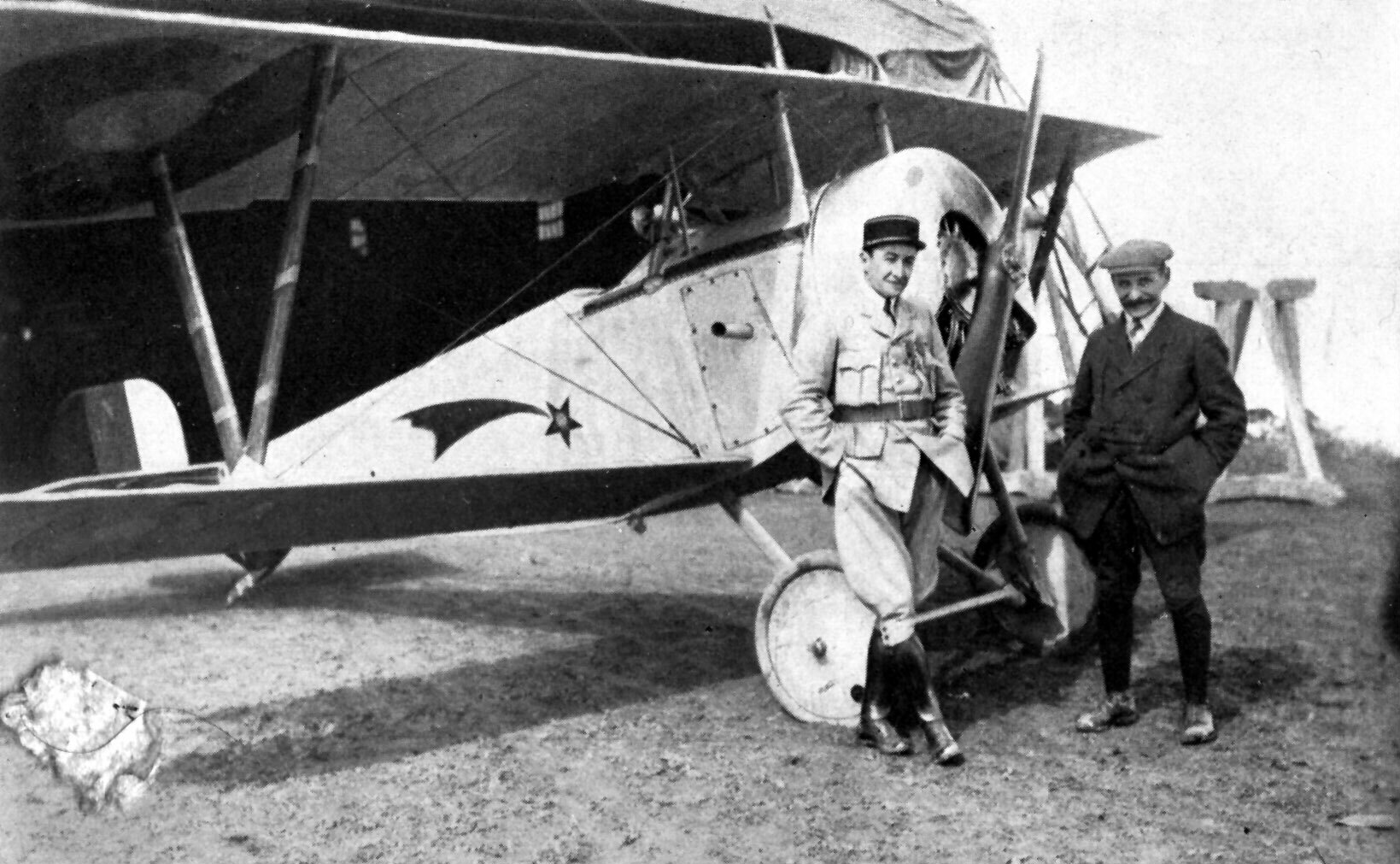
نيوبورت 11 الفرنسية، إحدى أهم الطائرات خلال الحرب العالمية الأولى.

و بدأ سباق تحطيم الأرقام القياسية لتحقيق الأفضلية على العدو، تم تحديث التسليح مع أولى الرشاشات المحمولة على الطائرات. وظهرت المظلة كوسيلة للنجاة. أما على الأرض فقد بنيت المهابط والقواعد الجوية الكبرى، وبدأت الطائرات تصنع بكميات كبيرة.
في 5 أكتوبر 1914، قرب الرايمس، حدث أول قتال جوي، وتم ذلك بإسقاط أول طائرة في تاريخ الطيران العسكري، ربحها الطيار جوزاف فرانتز ضد طيار ألماني. ولكن أدولف بيقود أصبح أول "طيار بطل"، يحقق خمسة في يوم، قبل أن يصبح أيضا أول طيار بطل يموت أثناء القتال.
في نهاية الحرب، كان هناك:
- 500 4 طائرة فرنسية
- 500 3 طائرة بريطانية
- 500 2 طائرة ألمانية

## بين الحربين - «العصر الذهبي» (1918-1939)
ظهرت بين الحربين العالميتين الأولى والثانية الاستغلالات التجارية للطيران مدفوعة بالتقدم التقني المتواصل.

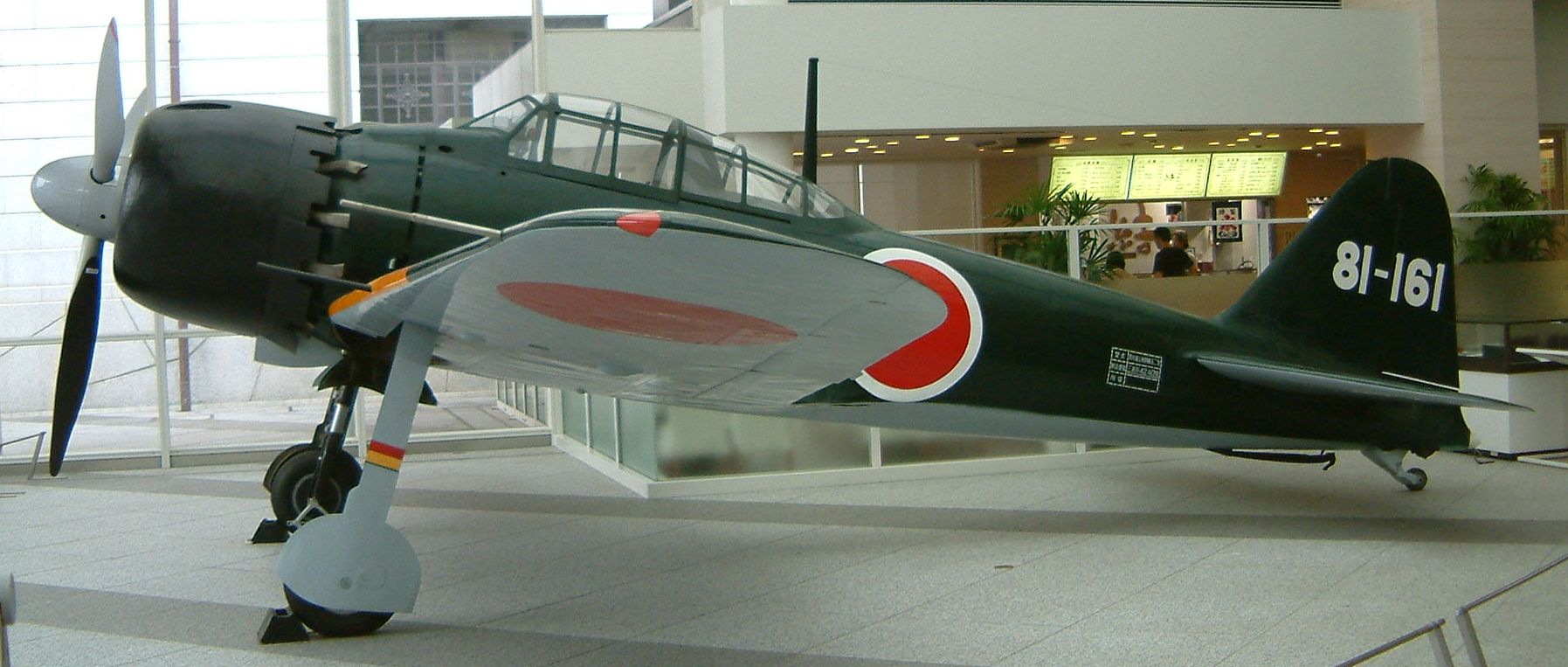
المیتسوبیشي ا6م اليابانية.

وفي السنوات التي سبقت الحرب العالمية الثانية تعددت مختبرات البحوث العسكرية وتم التوصل إلى اختراعات ثورية في هذا المجال كالمحرك النفاث (في المملكة المتحدة وألمانيا)، الصاروخ (في ألمانيا)، أو الرادار (في المملكة المتحدة).
الحرب الأهلية الإسبانية كانت حقل تجارب للنازيين لتجربة اختراعاتهم وقدرة طائراتهم على القتال.
ولم تنقص اللوفتوافي سوى القاذفات الثقيلة. ولكنها امتلكت المسرشمیت بي‌اف 109 التي تعتبر من أفضل المقاتلات حينها.
أما اليابان فقد كانت مقاتلتها الرئيسية « الزيرو » بداية من 1939، المیتسوبیشي ا6م، بقدراتها الجيدة، سيطرت على المحيط الهادي في الشطر الأول من الحرب. واستعملت هذه القدرات الجوية في قصف بيرل هاربر، مما جعل الولايات المتحدة تشن الحرب على اليابان وذلك بإسقاط القنبلة النوويه على مدينة هيروشيما.
أما المملكة المتحدة فقد امتلكت الهاوكر هاريكين ومقاتلات سوبارمارين سبيتفاير التي كانت تتصدى بصعوبة للمسرشمیت بي‌اف 109، ولكنها كانت تعتمد أساسا على راداراتها الساحلية وكونها جزيرة بعيدة نسبيا عن القارة.

## الحرب العالمية الثانية (1939-1945)

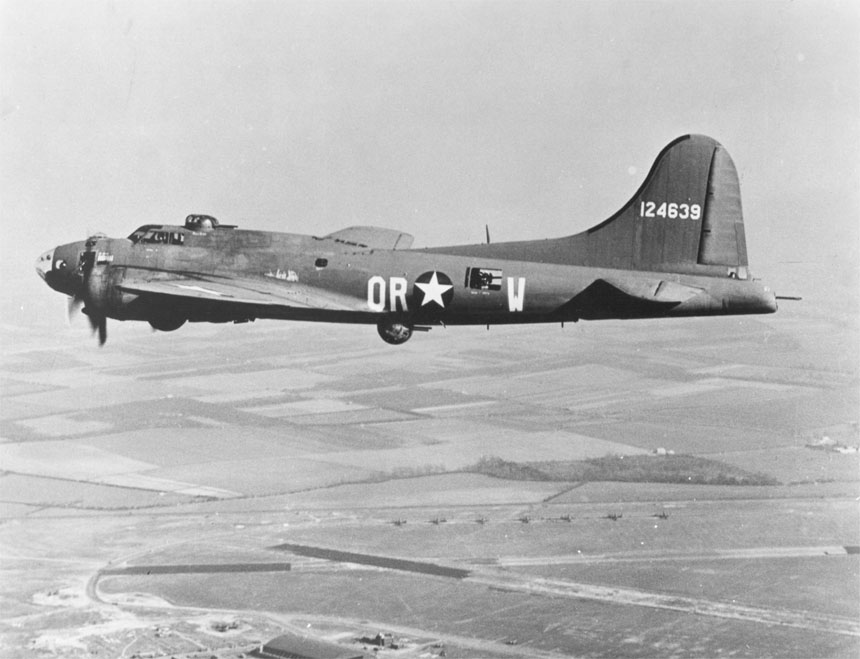
بي-17،قاذفة إستراتيجية خفيفة

شهدت الحرب العالمية الثانية طفرة كبيرة في تصميم وإنتاج الطائرات. ودخلت كل الدول المشاركة في الحرب في هذا السباق الذي شمل الطائرات والأسلحة الجوية وأسلحة الاعتراض مثل الصاروخ الألماني في-2 وخلال هذه الحرب ظهرت أول قاذفة بعيدة المدى، وأول مقاتلة نفاثة، التي كانت هاينكل He 178 (ألمانيا). وكان هناك نماذج أولية الـكواندا-1910 التي حلقت لمسافة صغيرة في ديسمبر 16، 1910. أما أول صاروخ عابر (في-1)، وأول صاروخ باليستي (في-2) فقد صمما أيضا من قبل ألمانيا. ولكن هذه الطائرات النفاثة والصواريخ لم تحدث فرقا استراتيجيا، لان ال في-1 كانت قليلة الفاعلية وال في-2 لم تنتج على مستوى الاستعمال. أما طائرة موستونق P-51 فكانت أول قاذفة إستراتيجية ثقيلة.
يبين الجدول التالي إنتاج الطائرات في الولايات المتحدة ونمو اعدادها :
| النوع            | 1940  | 1941  | 1942   | 1943   | 1944   | 1945   | المجموع |
| ---------------- | ----- | ----- | ------ | ------ | ------ | ------ | ------- |
| قاذفات خفيفة جدا | 0     | 0     | 4      | 91     | 1,147  | 2,657  | 3,899   |
| قاذفات خفيفة     | 19    | 181   | 2,241  | 8,695  | 3,681  | 27,874 | 42,691  |
| قاذفات متوسطة    | 24    | 326   | 2,429  | 3,989  | 3,636  | 1,432  | 11,836  |
| قاذفات ثقيلة     | 16    | 373   | 1,153  | 2,247  | 2,276  | 1,720  | 7,785   |
| مقاتلات          | 187   | 1,727 | 5,213  | 11,766 | 18,291 | 10,591 | 47,775  |
| استطلاع          | 10    | 165   | 195    | 320    | 241    | 285    | 1,216   |
| نقل              | 5     | 133   | 1,264  | 5,072  | 6,430  | 3,043  | 15,947  |
| تدريب            | 948   | 5,585 | 11,004 | 11,246 | 4,861  | 825    | 34,469  |
| اتصالات وربط     | 0     | 233   | 2,945  | 2,463  | 1,608  | 2,020  | 9,269   |
| المجموع سنويا    | 1,209 | 8,723 | 26,448 | 45,889 | 51,547 | 26,254 | 160,070 |

## الحرب الباردة (1945 - 1991)

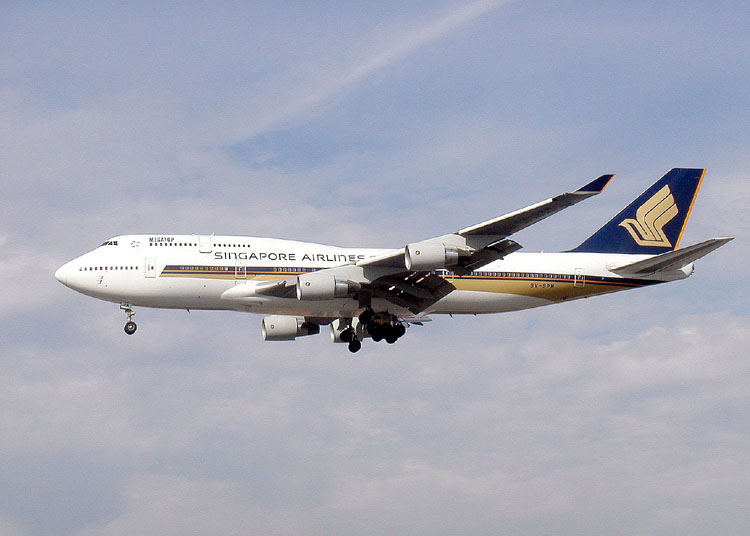
بوينغ 747 سنغفورية

مع نهاية الحرب العالمية الثانية بدأت بوادر الطيران التجاري باستعمال الطائرات العسكرية المنتهية خدمتها بالأساس في التجارة ونقل الأشخاص والبضائع وتعددت شركات النقل الجوي بخطوط شملت أمريكا الشمالية، أوروبا وأجزاء أخرى من العالم. وكان ذلك لسهولة تحويل القاذفات الثقيلة والمتوسطة إلى طائرات للاستعمال التجاري. ولكن حتى مع نهاية الحرب والتقدم الكبير الذي شهده الطيران كانت الطائرات في حاجة إلى مزيد من التحسين والتطوير. ومع دخول العالم في مرحلة الحرب الباردة سعى كل من المعسكر الشيوعي والبلدان الغربية إلى تطوير أنظمتهم الجوية العسكرية فتعززت مكانة الطائرات النفاثة، وأصبحت مقاتلة الأفرو ارو الكندية أسرع طائرة حينها.
على الجانب المدني قدمت شركة بوينغ نظرتها الجديدة للطيران التجاري بطرحها سنة 1969 طائرة البوينغ 747 لأول مرة، واستمرت الإنجازات بقيام الخطوط الجوية البريطانية سنة 1976 باستعمال الطائرة الفوق صوتية الكونكورد القادرة على عبور المحيط الأطلسي في أقل من ساعتين.
في الربع الأخير من القرن أصبحت جل البحوث والتصاميم تتركز على تحسين القدرات الملاحية وأنظمة التحكم في الحركة الجوية عوضا عن تطوير الطائرات وظهرت عدة اختراعات لتحسين القدرات التقنية للملاحة الآلية.